# オレの氷川雫
『オレの氷川雫』（オレのひかわしずく）は2006年9月22日に有限会社セルワークスのブランドであるTRUSTより発売された日本の18禁アドベンチャーゲーム。

## 概要
同ブランドのタイトル「クロス 〜狂気への道標〜」で特に人気の高かったヒロイン「氷川雫」をメインにしたスピンアウト作品。恋愛ものの「オレの恋人〜氷川雫」と陵辱ものの「オレの奴隷〜氷川雫」の2本立てで、それぞれ異なる人物が主人公となる（「クロス 〜狂気への道標〜」の主人公とは別人）。どちらも「クロス 〜狂気への道標〜」のパラレルワールド的な舞台設定だが、「オレの奴隷」の方は一部設定が「LUST 〜催淫常態〜」から引き継がれており、キーアイテムだった「媚薬」とヒロインの1人である「千堂鏡花」が登場する。同梱版は初回限定生産でパッケージのみ（カレンダーが特典として付属）、単品版はパケージとダウンロードの両方で発売された。クリア後には回想モードでヒロインを演じた伊藤瞳子の作品に関するコメントが聞けるようになる（「オレの恋人」と「オレの奴隷」では内容が異なる）。

## 登場人物
氷川雫（声：伊藤瞳子）
ヒロイン。セミショートの銀髪で、幼児体型なために胸囲にコンプレックスがある。釣り目。身長152cm、スリーサイズはB78/W56/H84。自宅の住所は某市某町1丁目1番地14号。
風紀委員会と放送部に所属し、学校内では生真面目で愛想のない女子として知られているが、実は少し情に脆いところがある。普段は何事にも動じないような素振りをしているが、羞恥心が強く猥談を聞かされるとすぐに顔が真っ赤になってしまうため、その点を突かれてよく友人にからかわれている。また性的な事柄に関する知識が乏しく、琴子に教えられるまで、パソコンに向かいアダルトゲームをしながらオナニーをしている人はディスプレイそのものに欲情しているのだと思っていた。空手の達人で、水上オートバイを運転出来るという特技がある。ちょっと人には紹介しにくい兄がいる。志保・琴子と仲が良く、3人でよくつるんでいる。
「オレの恋人」では、当初は風紀委員という立場上校則違反を犯している京司に辛く当たっていたが、彼と自分の夢に共通した部分がある事を知って急速に親密になり、京司の求めに負けて肉体関係を持つようになる。好意を持っている相手から求められると断れない性格で、京司に求められるままズルズルと関係を続けていた。一時期性欲のおもむくままに体を重ねていた事を反省して京司と距離を置いていたが、彼の真摯な態度を受けて将来を誓い合う仲になった。学校卒業後はテレビ局に就職、卒業から5年後には戦場カメラマンとなった京司が海外で撮った画像や映像を紹介する報道番組のディレクターとなっている。京司とは同棲中で、「キョー君」と呼ぶ。学校卒業から7年後、京司からダイヤの原石を見せられて「これを指輪にしたら改めてプロポーズする」と言われ、3ヶ月後に指輪の完成と同時にプロポーズを受け入れ結婚。指輪が出来上がるのを待つ間に妊娠していた。
「オレの奴隷」では、友和に好意を持たれ高額な贈り物をされることを迷惑がっていた。友和が今まで全く相手にしていなかった友人の志保に突然優しくするようになったことで、彼に強い不信感を抱くようになる。志保で効果を確認した友和に「媚薬」を使われて処女を奪われてしまう。夏休みに入ってから友和と取引をした志保に睡眠薬を盛られて斯波家の地下室に監禁され、調教を受けることになった。当初は抵抗していたもののやがて快楽に負けて友和に服従した後は、彼の言いなりになって子供も産むという条件で地下室から解放され、友和に自分の代わりとして志保を監禁させた。その後は友和の子供を孕み、彼の妻となった。
滝川京司
「オレの恋人」の主人公。自宅の住所は某市某町7丁目1番地14号。カメラマンになるのが夢で、その夢の実現のための資金を蓄えようとバイトに明け暮れている。しかし校則でバイトは禁止されており、クラスメイトで風紀委員の雫に目を付けられてしまう。当初は繰り返し執拗に校則違反を咎めてくる雫を良くは思っていなかったが、将来の夢のためであると知った途端に彼女の態度が軟化して校則違反を黙認してくれるようになったことから、好意を持ち意識するようになった。善人だが欲望には正直で、友人の琴子に煽られて雫と親密な関係になった後は頻繁に自宅に彼女を連れ込んでは迫り、押しに弱い雫を抱いていた。学校卒業後は戦場カメラマンとなり雫と同棲しているが、何ヶ月も海外へ取材に行ったまま戻らないということが頻繁にある。
斯波友和
「オレの奴隷」の主人公。斯波家は資産家であり、地域の権力者にも顔が聞く。友和は親から与えられた地下室付きの別宅で生活しており、女を連れ込んで調教しては友人たちと自慢しあうという遊びを行っていた。しかしそれに飽き始めていた頃、やたらと気丈で頑なな雫と出会い強い興味を持つようになる。何とか雫を口説き落とそうと高額な贈り物をするなどしていたが逆に迷惑がられてしまい困惑していたところ、「LUST 〜催淫常態〜」のヒロインの1人である千堂鏡花から押し売りに近いかたちで譲り受けた「媚薬」を使い雫の処女を奪った。その後「自分の妻にする」という条件で志保の協力を得て雫を誘拐し、自宅の地下室に彼女を監禁し調教を始める。様々な手法で雫の性欲を刺激し続け、遂には彼女の篭絡に成功した。
美作志保（声：蝶野ポプラ）
雫のクラスメイト。髪はセミロングで前髪ぱっつん、左側の一部分だけを三つ編みにしている。眼鏡を着用、釣り目。身長160cm、スリーサイズはB83/W56/H84。
「オレの奴隷」のでは重要なサブキャラクターであり、イベントCGも有る。普段は控え目でおとなしい文学少女を装っているが強い権力志向の持ち主で、男を支配して自分の言いなりにしたいという願望がある。同級生の友和に積極的に言い寄っているものの全く相手にされていなかったが、実は友和本人には興味が無く斯波家の持つ資産と権力を手に入れることが目的だった。友和が入手した「媚薬」の実験台に使われて犯され違法薬物使用という彼の弱みを握ってからは本性を現して自分を妻にしろと彼を脅し、交換条件に雫の拉致監禁に手を貸し、その後の調教にも協力した。しかし友和が本命の雫の頼みを聞いたことから彼女に代わって地下室に監禁され、雫の憎悪を一身に受けることになった。「オレの恋人」ではストーリーに全く絡んでこない脇役で雫に嫉妬しつつも仲の良い友人で、いつの間にか友和の婚約者になっている。
新島琴子（声：葉月志菜）
雫のクラスメイト。膝まである長い髪に、浅黒い肌をしている。釣り目。身長165cm、スリーサイズはB87/W60/H88。
「オレの恋人」にのみ登場する。美人な上にサバサバした性格のため男女共に友人が多く、特に雫とは部屋に泊まりに行くほど仲が良い、親友と呼べる存在。初めての恋愛に戸惑う雫の世話を焼き、性に関する知識を色々と吹き込んだ。実は充臨館の教師である謙吾と結婚している人妻で、「新島」は旧姓である。たびたび学校内で夫と性行為に及んではスリルを楽しんでいる。イベントCG有り。
能登謙吾
本作の舞台となる充臨館に勤める教師。琴子の夫。琴子とは家が近所だった幼馴染で、彼女に強引に言い寄られて関係を持った。彼女が16歳になると同時に入籍を済ませている。琴子との関係を京司に知られるが、彼が秘密を守った事から特別な信頼をおくようになり、色々と制約の多い夫婦関係を円滑にするために協力を求めるようになった。
千堂鏡花（声：伊藤瞳子）
「オレの奴隷」にのみ登場する「LUST 〜催淫常態〜」のヒロインの1人。資産家同士の縁で千堂家は斯波家と昔から親交があり、鏡花も友和と友人である。「媚薬」を開発した「先生」によって調教済みで以前とは印象が大きく変わっており、久しぶりに会った友和を驚かせた。現在は「先生」の指示を受けて「媚薬」の売人をしており、友和に半ば強引に「媚薬」を売り付けた。
氷川満
雫の実兄。アダルトゲームのシナリオライターをしている。肥満だが何故かやたらと身軽で、言動がオタクのステレオタイプのような人物。極度のシスコンで、「俺の恋人」のあるエンディングでは妹を孕ませた京司に激怒して襲いかかった。妹の事を「雫タン」と呼ぶ。

## スタッフ
- シナリオ：琴羽之文
- 原画：葵渚